# 斯武德維亞河
52°07′36″N 19°54′03″E / 52.126540°N 19.900767°E

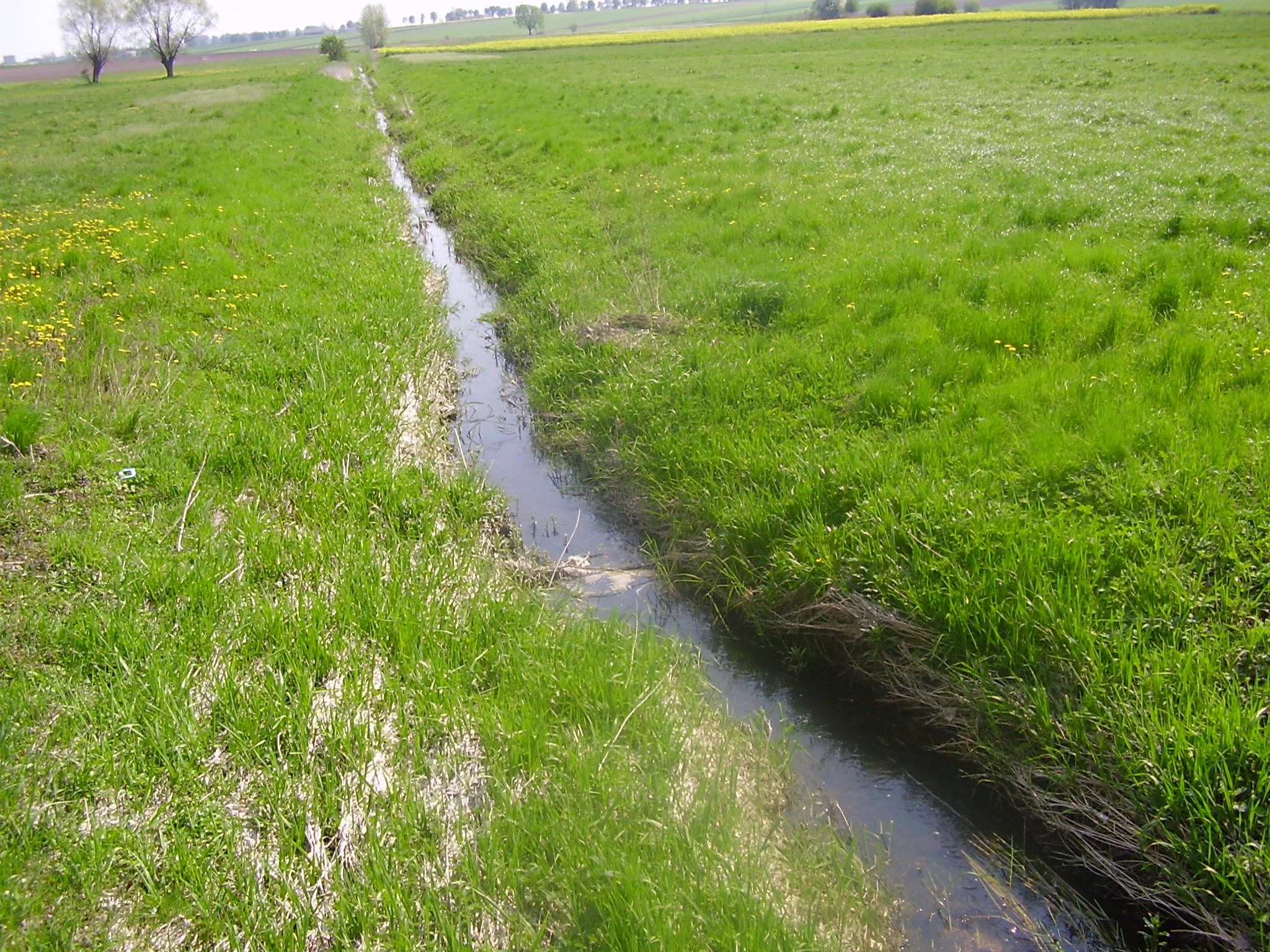

斯武德維亞河（波蘭語：Słudwia）是波蘭的河流，位於該國中部，處於羅茲省，屬於布祖拉河的左支流，河道全長45公里，流域面積649平方公里，河畔城鎮有日赫林。